# Чёрно-жёлтая шелкохвостка
Чёрно-жёлтая шелкохвостка (лат. Phainoptila melanoxantha) — вид воробьиных птиц из семейства шелковистых свиристелей (Ptiliogonatidae), единственный в одноимённом роде (Phainoptila).

## Описание
Небольшая птица. У самцов чёрные спина, голова и хвост. Считается, что он не поёт.
Обычно перемещается поодиночке или парами. Питается исключительно ягодами, при этом даже птенцов выкармливает данной пищей. Насекомые в желудках встречаются крайне редко. Откладывает 2 яйца.
Обитает в Коста-Рике и Панаме. Встречается от высоты в 1000 м до границы леса. МСОП присвоил виду охранный статус «Вызывающие наименьшие опасения» (LC).